# Стивенс, Уоллес

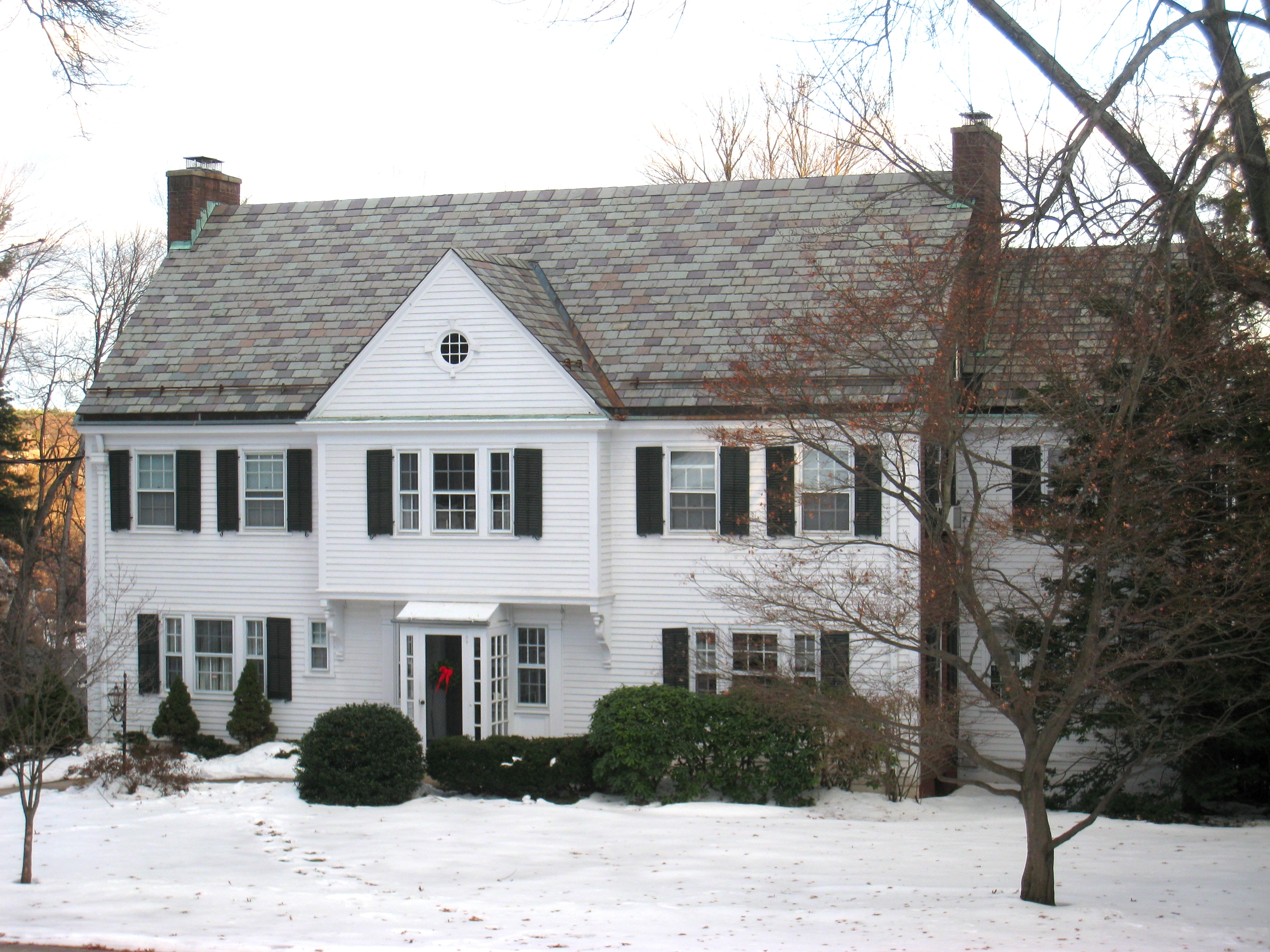
Дом Уоллеса Стивенса в Хартфорде

Уоллес Стивенс (англ. Wallace Stevens, 2 октября 1879, Рединг, Пенсильвания — 2 августа 1955, Хартфорд, Коннектикут) — американский поэт, драматург, журналист, адвокат.

## Биография
Немецко-голландского происхождения. В 1903 закончил Нью-Йоркскую юридическую школу. С 1904 служил в различных адвокатских конторах Нью-Йорка. В 1916 переехал в Хартфорд и поступил в одну из страховых компаний, в которой и проработал до пенсии. Его жизнь была вполне добропорядочной, крайне регулярной и не богатой событиями. Он никогда не выезжал за пределы США.
Первая большая подборка стихов Стивенса была опубликована в 1914 в чикагском журнале «Поэтри», первая книга стихов появилась, когда автору исполнилось 44 года. Однако читательская известность пришла к нему еще позже, под конец жизни, когда он получил Национальную книжную премию (1951) и Пулитцеровскую премию (1955). Между тем, критики уже к 1940-м годам включали его в число виднейших из живущих и пишущих поэтов.
Лирика Стивенса отличается твердой верой в значение поэзии как высшей условности, без которой, тем не менее, нельзя обойтись, и нравственного начала, вносящего в мир смысл и порядок. Его поэзия оказала воздействие на творчество Джона Эшбери, Джеймса Меррилла, Марка Стрэнда и других крупных американских поэтов второй половины XX столетия.

## Произведения

### Стихотворения
- Harmonium/ Фисгармония (1923)
- Ideas of Order/ Идеи порядка (1936)
- The Man with the Blue Guitar/ Мужчина с голубой гитарой (1937)
- Parts of a World/ Части света (1942)
- Transport to Summer/ Приближение к лету (1947)
- Collected Poems/ Собрание стихотворений (1954)
- Opus Posthumous/ Посмертное (1957)
- The Palm at the End of the Mind/ Пальма на краю сознания (1972)

### Эссе
- The Necessary Angel (1951)

## Публикации на русском языке
- Тринадцать способов нарисовать дрозда: Стихотворения / Пер. с англ. и предисл. Г. Кружкова; послесл. А. Гениса. — М.: Рудомино, 2000. — 138 с.
- Человек с голубой гитарой / Пер. с англ. Б. Ривкина. — New York: Ars-Interpres, 2003. — 100 с.
- Стихотворения // От Уитмена до Лоуэлла. Американские поэты в переводах Владимира Британишского. — М.: Аграф, 2005. С. 47—69.
- Сова в саркофаге: Избранные стихотворения Уоллеса Стивенса в переводах Григория Кружкова / Пер. с англ. и вступ. ст. Г. Кружкова; послесл. А. Гениса. — Томск: ИД СК-С, 2008. — 178 с.
- Фисгармония / Подгот. Г. М. Кружков, Т. Д. Венедиктова, А. Швец; Отв. ред. Н. М. Азарова, Т. Д. Венедиктова. — М.: Наука, 2017. — 416 с. — (Литературные памятники).